# Обыкновенная креветка
Обыкновенная креветка (лат. Crangon crangon) — вид настоящих креветок из семейства Crangonidae. Имеет высокое промысловое значение, отлавливается преимущественно в северо-восточной части Атлантического океана и Средиземном море.
Взрослые особи достигают в длину 30—50 мм, отдельные особи — до 90 мм. Креветка имеет маскировочную расцветку, имитирующую цвет песчаного дна, которая может меняться в зависимости от типа среды. Живут на отмелях с солоноватой водой, где питаются преимущественно ночью. Днём они закапываются в песок, прячась от хищников — птиц и рыб, но оставляя на поверхности антенны.
Ареал достаточно широк, охватывает Атлантический океан от Белого моря на севере России до прибережья Марокко, Средиземное, Чёрное и Балтийское моря. Старейшей является восточно-средиземноморская популяция, которая служила источником распространения этого вида в восточной Атлантике в течение позднего плейстоцена.
Взрослые особи живут на поверхности почвы или в придонном слое воды, держатся прибрежных участков и лиманов. Обычно очень многочисленные и имеют большое влияние на экосистемы в которых они живут.
Самки достигают половой зрелости, имея длину 22—43 мм, самцы — 30—45 мм. Из яиц вылупляются планктонные личинки. До достижения стадии пост-личинки, которая переходит к донному образу жизни, проходит пять линек.

## Употребление в пищу
В 1999 году выловлено более 37 000 т креветок. На долю Германии и Нидерландов приходится более 80 %.
Варёные креветки этого вида очень популярны в Бельгии и прилегающих странах. Одно из популярных блюд называется tomaat-garnaal (фр. tomate-crevettes), когда варёные креветки перемешиваются с майонезом и украшаются свежими помидорами. Также популярны крокеты из креветок, приготовленные с сыром. Также подаются в качестве закуски к пиву.
Креветки используют в кулинарии. Их варят, жарят и запекают. Подают гарниром и основным блюдом. Можно подавать почищенные или в панцире. Для того, чтобы панцирь легко отделился, нужно сварить креветку. Креветки можно подавать под разными соусами.